# المتحف الوطني للفن الحديث (بغداد)
المتحف الوطني للفن الحديث أو متحف الفن الحديث، هو أحد المتاحف الوطنية المُهتمة بالفن، تأسس عام 1962، ويحوي على 7000 عمل للعديد من الفنانين من أمثال، أكرم شكري، وحافظ الدروبي، وعطا صبري، وعيسى حنا، وجواد سليم، وفائق حسن، وإسماعيل الشيخلي، وخالد القصاب، سرق ودَمر وأتلف اللصوص العديد من محتوياته في أحداث عام 2003، كما شمل التدمير مكتبة مركز الفنون الضخمة، وأرشيفه التاريخي، وكل ممتلكاته الإدارية الأخرى، ولقد أُسترجع 2000 عَمل فني ومازالت الجهود مُستمرة لأستعادة الأعمال الباقية.

## التاريخ

### الإنشاء والتأسيس والإفتتاح
أن فكرة تأسيس المتحف الوطني للفن الحديث كانت بُمبادرة من الفنان نوري الراوي وبدعم من وزير الإرشاد الدكتور فيصل السامر حَصلت وزارة الإرشاد على قطعة أرض من أمانة بغداد ومنحة من مؤسسة كولبنكان العالمية بعد اقتراح من رئيسها روبرت كولبنكيان، وتأسس المتحف الوطني للفن الحديث عام 1962م، وتَبنت هذه المؤسسة ببناء بناية المتحف الوطني للفن الحديث في ساحة الطيران، ولقد أفتتحت رسمياً برعاية رئيس الوزراء الزعيم عبد الكريم قاسم في عام 1962، لتعرض أعمال الفنيين العراقيين أمثال فائق حسن واكرم شكري.

### استرداد اللوحات
- في 15 فبراير، 2016 تَبرعت السفارة البريطانية بمبلغ إلى دائرة الفنون التشكيلية من أجل تأطير (300) لوحة فنية.

### الإفتتاح بعد عام 2003
في عام 2015، بعد 20 عاماً من إغلاقه، وكان قُد أفتتح لمرة واحدة فقط ولفترة محدودة بمناسبة احتفالات بغداد عاصمة للثقافات العربية عام 2003، لكنه أُغلق من جديد لظروف أمنية ولحاجة تأمين وجودة، ولقد صَرح مُدير قاعة الحرية 

## قاعات مَتحف الفن الوطني
يتكون المَتحف من أربع قاعات وهي:
1. قاعة رقم (1) وهي القاعة الرئيسية للمتحف الوطني للفن الحديث وتضم متحفا خاصا للفنانين الرواد.
2. قاعة رقم (2) وهي شعبة الاسترداد استحدثت عام 2013وهي تابعة للمتحف الوطني للفن الحديث وهي قاعة تضم اعمالا منتخبة من تجارب فناني جيل السبعينات والستينات وهي تجارب فنية لفنانين وفنانات عراقيين معروفين
3. قاعة رقم (3) وهي قاعة كولبنكيان أو النصر أو الحرية.[5]